# Conolophus
Conolophus Fitzinger, 1843 è un genere di sauri della famiglia Iguanidae, endemico delle Galápagos.
Il nome deriva dal greco conos (κώνος) che significa "spinosi" e lophos (λοφος) che significa "cresta" o "pennacchio", che denota le creste spinose che le specie di questo genere hanno lungo il dorso.

## Tassonomia
Il genere comprende 3 specie:
- Conolophus marthae Gentile & Snell, 2009 - iguana rosa
- Conolophus pallidus Heller, 1903 - iguana terricola di Santa Fé
- Conolophus subcristatus (Gray, 1831) - iguana terrestre delle Galápagos